# Portmeirion
Portmeirion es una villa turística construida en estilo italiano en el condado de Gwynedd, en el norte de Gales. Con una apariencia muy original, la zona ha sido localización para filmaciones diversas, especialmente de la serie de televisión The Prisoner.

## Localización y acceso
Portmeirion se sitúa en un lado de Penrhyndeudraeth, en el estuario del río Dwyryd, a más de tres kilómetros en el sudeste de Porthmadog, y a un kilómetro y medio de la estación de Minffordd, cubierta por la línea de ferrocarril de vía estrecha Ffestiniog Railway y por la Cambrian Line.

## Historia
Pese a las abundantes opiniones que dicen que el lugar está basado en el pueblo de Portofino (Italia), el creador de Portmeirion, Sir Clough Williams-Ellis, rechaza la atribución directa, afirmando que nada más había querido homenajear la atmósfera de la región Mediterránea. No obstante, en unas declaraciones, aludió al puerto italiano diciendo:

¿Cómo no me podía enamorar de Portofino? Su imagen quedó en mí como un ejemplo prácticamente perfecto de embellecimiento humano y uso de un lugar exquisito...

Williams-Ellis diseñó y construyó la villa entre 1925 y 1975. Utilizó fragmentos de restos procedentes de las demoliciones de otros edificios, algunos de los cuales, hechos de otros arquitectos distinguidos. Esta arquitectura de bricolaje (de pastiche, según algunas voces críticas) y su nostalgia deliberada han contribuido al desarrollo del postmodernismo en la arquitectura de últimos del siglo xx.

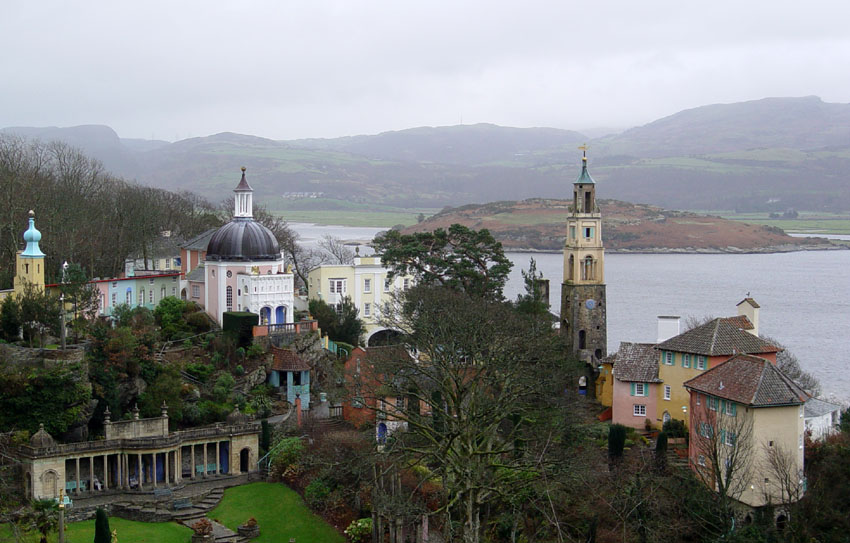
Vista panorámica de Portmeirion

 El cuerpo principal del hotel y las casitas denominadas White Horses, Mermaid y The Salutation formaron parte de una gran finca de nombre Aber Iâ (galés, Estuario de Hielo), de mediados de los años 1850, en una zona donde hubo una fundición y unos pequeños astillero. El arquitecto Williams-Ellis cambió el nombre de la zona por el de Portmeirion —puerto por estar en la costa, Meirion por el condado de Mirionnydd, donde en ese entonces se situaba—. Restos de un castillo, referenciado desde 1188 y denominado alternativamente, como Castillo Deudraeth, Castillo Gwain Goch o Castillo Aber Iau, se encuentran en el bosque cercano a la villa.
En el año 1931 Williams-Ellis compró a su tío, Sir Osmund Williams, la mansión victoriana Castillo Deudraeth —sin relación con el castillo medieval mencionado- con la intención de incorporarla al complejo hotelero de Portmeirion, pero el comienzo de la Segunda Guerra Mundial lo impidió. Williams-Ellis consideró siempre que el castillo era el edificio más grande y majestuoso de la Finca Portmeirion, y se afanó en adquirirlo. Finalmente, con subvenciones de la fundación cultural de la lotería británica, el Fondo Europeo de Desarrollo Regional y la oficina de turismo de Gales, el objetivo fue conseguido y el castillo Deudraeth abrió como un hotel —11 habitaciones— y restaurante en 2001. Está situado a un kilómetro del núcleo urbano.
La finca cuenta con una importante colección de rododendros y otras plantas exóticas en una zona ajardinada, plantada por el anterior propietario George Henry Caton Haigh. En la actualidad, Portmeirion pertenece a una asociación sin fines de lucro, que explota la mayoría de los edificios como habitaciones de hotel o como apartamentos y de los locales como tiendas, un café, sala de té y restaurante. Es uno de los diez atractivos turísticos más importantes del norte de Gales y se puede visitar con entrada.